# Внезапный страх
«Внезапный страх» (англ. Sudden Fear) — нуаровый триллер режиссёра Дэвида Миллера, вышедший на экраны в 1952 году. Экранизация одноимённой повести Эдны Шерри.
Фильм рассказывает о признанном драматурге и богатой наследнице Майре Хадсон (Джоан Кроуфорд), которая влюбляется в неудачливого актёра (Джек Пэланс), который вместе со своей любовницей (Глория Грэм) решает убить её из-за денег. Случайно узнав о его намерениях, Майра разрабатывает изощрённый план мести.
Фильм был хорошо принят критикой, имел успех у зрителей и удостоился нескольких номинаций на Оскар. Фильм также стал первым фильмом в фильмографии Джоан Кроуфорд, в котором она снялась после завершения её контракта со студией «Warner Brothers». В данном фильме Кроуфоррд увидела потенциал снова возродить свою популярность, поэтому она лично контролировала многие аспекты производства, вплоть до того, что лично одобрила кандидатуры Пэланса и Грэм. Как итог, фильм стал новым прорывом в её карьере и сам кассовым хитом в её фильмографии 1950-х годов.

## Сюжет
Успешный драматург Майра Хадсон (Джоан Кроуфорд) присутствует в одном из бродвейских театров на репетиции своей последней пьесы. После просмотра она просит заменить исполнителя главной роли, молодого актёра Лестера Блейна (Джек Пэланс), так как, по её мнению, он недостаточно романтичен. Несмотря на то, что режиссёр доволен игрой артиста, он выполняет просьбу Майры, так как её пьесы приносят театру огромную прибыль. Узнав об увольнении, Лестер со сцены произносит обращённую к Майре страстную речь о том, как неромантично выглядит на портрете лучший любовник всех времён Казанова, а затем уходит из театра. Месяц спустя, после успешной премьеры спектакля, Майра отправляется на поезде из Нью-Йорка в свой родной город Сан-Франциско, где ей принадлежит большой дом и значительные богатства, унаследованные от отца. На одной из остановок она замечает, что этим же поездом едет и Лестер, после чего, из-за чувства вины, приглашает его к себе в купе выпить по коктейлю. В пути они постепенно сближаются и в итоге к моменту прибытия в Сан-Франциско отношения между Майрой и Лестером превращаются полноценный роман и постепенно Майра серьёзно влюбляется в Лестера. 
Однако со временем становится понятно, что Лестер ловко манипулирует Майрой вплоть до того, что он буквально подталкивает её на то, чтобы она призналась ему, что теперь не может без него жить. Вскоре они женятся и счастливо проводят медовый месяц вдвоём в её приморском доме. Некоторое время спустя на одной из вечеринок в доме Майры Лестер встречает Айрин Невис (Глория Грэм), которая пришла в компании адвоката Джуниора Кирни (Майк Коннорс), который вместе со своим братом Стивом (Брюс Беннетт) представляет интересы Майры. После вечеринки Лестер тайно следует за Айрин до её квартиры, где выясняется, что они оба являются парочкой аферистов и по совместительству бывшими любовниками. На вечеринку к Майре Айрин проникла с целью шантажировать Лестера, но, по его предложению, они решают работать вместе. Вскоре Лестер приходит к Стиву с просьбой помочь ему найти работу, так как он не хочет жить за счёт жены. Выясняется, что по просьбе Майры Стив готовит проект её завещания, согласно которому она собирается передать значительную часть своего имущества в фонд борьбы с сердечными заболеваниями, носящий имя её отца, в то время как себе Майра оставит только гонорары и авторские отчисления от постановок, а Лестеру, в случае её смерти, будет ежегодно выплачиваться сумма в размере 10 тысяч долларов вплоть до его следующей женитьбы. Но в день своего дня рождения перед началом торжества Майра встречается со Стивом в своём кабинете и говорит, что ей не нравится такой вариант завещания, так как он совершенно не отражает характера её отношений с Лестером. Она предлагает составить новый проект завещания, начиная надиктовывать основные его положения на свой пластиночный диктофон, который начинает запись, реагируя на человеческий голос. Майра только успевает надиктовать, что всё своё имущество без всяких дополнительных условий она оставляет Лестеру, после чего её просят спуститься к прибывающим гостям, и Майра уходит, решая закончить диктовку завещания после окончания приёма. Во время вечеринки Айрин и Лестер тайно встречаются в кабинете Майры.
На следующее утро Майра, прослушивая запись, обнаруживает, что вчера не выключила диктофон и он продолжал работать после её ухода. На диктофоне после её слов о завещании полностью записался вчерашний разговор Лестера и Айрин. Они сначала читают составленную Стивом версию завещания, предполагая, что именно в таком виде оно и будет подписано. Затем Лестер говорит, что не любит Майру и общение с ней вызывает у него отвращение. Лестер и Айрин целуются и решают убить Майру до того как она подпишет завещание и передаст деньги в благотворительный фонд. В ужасе Майра уходит в свою комнату, где впадает в кошмарный сон. Проснувшись, она постепенно успокаивается и решает действовать. Пока Лестер спит, она похищает у него связку ключей и делает дубликат ключа от квартиры Айрин. Затем Майра объявляет Лестеру, что хочет поехать отдохнуть в пляжный дом, хотя сейчас и не сезон. Как она и рассчитывает, Лестер настаивает на том, чтобы поехать вместе с ней. Однако перед самым отъездом Майра просит его заранее съездить в дом, чтобы протопить. Воспользовавшись его отсутствием, Майра проникает в квартиру Айрин (сама Айрин отсутствует, потому что поехала вместе с Лестером, так как им кажется, что в пляжном доме смерть Майры легко можно будет выставить за несчастный случай). Она находит там и забирает чистые фирменные бланки с именем Айрин, несколько листков с образцами её почерка, а также пистолет. Вернувшись домой, Майра фабрикует два поддельных письма: в первом письме Айрин приглашает Лестера к себе домой в полночь для обсуждения нового плана убийства, во втором письме Лестер с той же целью и в то же время приглашает Айрин в гараж своего дома. 
Когда Лестер возвращается из пляжного дома за Майрой, та сообщает ему, что им придётся остаться в городе, так как она «совсем забыла о том, что должна пойти на день рождения своей лучшей подруги». Очередная перемена планов вызывает у Лестера с трудом сдерживаемое бешенство, так как это рушит подготовленный им план убийства. Тем не менее, он сдерживается и соглашается остаться. Вечером, когда Лестер, Айрин и Джуниор выпивают по коктейлю перед тем, как отправиться на день рождения, Майра незаметно кладёт сфабрикованное ею письмо в одну из перчаток Айрин. Затем спускаясь по лестнице, она имитирует падение и серьёзную травму лодыжки, что не позволяет ей пойти на вечеринку. Пока Лестер относит её на руках в спальню на второй этаж, Майра осторожно опускает написанное ею «письмо от Айрин» в его карман. Майра ложится в кровать и делает вид, что засыпает. После этого она приступает к осуществлению своего поминутно рассчитанного плана, конечной целью которого является застрелить Лестера в квартире Айрин, но представить дело так, что убийство совершила Айрин. Некоторое время спустя Майра одевается точно так же, как Айрин, берёт её пистолет и незаметно выходит из дома. Проникнув в квартиру Айрин, она прячется в шкафу и поджидает, пока та вернётся домой вместе с Джуниором. Выпроводив своего кавалера, Айрин тут же направляется на встречу с Лестером в гараж. Звонит телефон, Майра снимает трубку, но, ничего не ответив, кладёт её на место. Майра дожидается прихода Лестера, чтобы застрелить его, но перед самым его появлением вдруг отчётливо осознаёт, что не сможет застрелить человека, и в душевном смятении роняет в темноте пистолет. В этот момент в квартиру входит Лестер и Майра вынуждена вновь спрятаться в шкафу. Снова звонит телефон, и когда Лестер снимает трубку и слышит голос Джуниора, который спрашивает, почему Айрин ничего не ответила несколько минут назад, он начинает что-то подозревать. Вернувшись в комнату, он видит распахнутую дверь шкафа, где находит случайно обронённый Майрой платок со своими инициалами, а поблизости — пистолет. Лестер догадывается, что Майра была тут, и бежит на улицу вслед за ней. Сев за руль своего кабриолета, Лестер вскоре замечает убегающую Майру и начинает её преследовать по ночным улицам. Тем временем, не дождавшись Лестера, Айрин выходит из гаража и направляется в сторону своего дома. В определённый момент Лестер теряет Майру из вида, а вскоре замечает Айрин, в темноте принимая её за Майру. Он направляет на неё свой автомобиль, Майра пытается его остановить, но не успевает ничего сделать. В итоге Лестер сбивает Айрин, а сам врезается в стену дома. Майра слышит, как подоспевшие прохожие говорят, что оба мертвы, и тихо уходит с места катастрофы.

## В ролях
- Джоан Кроуфорд — Майра Хадсон
- Джек Пэланс — Лестер Блейн
- Глория Грэм — Айрин Нивс
- Брюс Беннетт — Стив Кирни
- Вирджиния Хьюстон — Энн Тейлор
- Майк Коннорс — Джуниор Кирни
- Тейлор Холмс — Скотт Мартиндейл (в титрах не указан)

## Оценка фильма критикой

### Общая оценка фильма
Фильм получил преимущественно позитивные отзывы критики, которые обратили особое внимание на разностороннюю и выразительную игру Джоан Кроуфорд, а также на стильную нуаровую режиссуру Дэвида Миллера и потрясающую операторскую работу Чарльза Лэнга. Сразу после выхода фильма на экраны журнал Variety охарактеризовал его как «саспенс-драму, специально скроенную под Джоан Кроуфорд», которая «позволяет актрисе проявить хорошо известный диапазон эмоций, охватывающий экстатическую любовь, страх, ненависть и месть. По существу это обычный красиво сделанный страшный фильм, содержащий немало более или менее умных ходов и сюжетных поворотов». Кинокритик А. Х. Уэйлер в «Нью-Йорк Таймс» назвал картину «романтической саспенс-историей», которая «в целом выполнена с великолепным вкусом», обратив особое внимание на то, что «Сан-Франциско, в котором происходит основное действие картины, представлен как увлекательно фотогеничное место». Он пишет: «Помимо моментов истинного страха, шока и душевных мучений, от которых страдает изводящая себя героиня, „Внезапный страх“ — это ещё и умно закрученная мелодрама, от которой по спине бегут мурашки». В марте 1953 года Франсуа Трюффо дебютировал в журнале Cahiers du cinéma. Он отметил «изобретательный и крепкий сюжет», точную режиссуру, выразительность лица Глории Грэм и виды Сан-Франциско. Всё это, писал Трюффо, подчёркивает качество голливудского кинематографа, «который каждую неделю доказывает нам, что он величайший в мире».
Кинокритик Отис Л. Гёрнси в New York Herald Tribune написал: «Сценарий… построен так, чтобы дать возможность мисс Кроуфорд продемонстрировать широкий спектр тонких чувственных реакций на жестокие события, проходя через стадии идеалистической любви, ужасного разочарования, страха, ненависти и, наконец, истерического невроза. С её широко раскрытыми глазами и актёрской мощью, она именно то, что нужно для этой роли». Журнал TimeOut отметил, что «с саспенсом за гранью безысходности, выдающейся операторской работой Чарльза Лэнга, и Кроуфорд, играющей в неумеренной, нервной манере, фильм доставляет огромное наслаждение». Историк кино Спенсер Селби назвал этот фильм «без сомнения одним из самых стильных и изысканных нуаров на тему женщины в беде»
. С другой стороны, Деннис Шварц отметил, что «Дэвид Миллер стильно ставит этот тревожный психологический гротесково-уродливый триллер», в котором «саспенс испорчен сюжетными приёмами, которые не выдерживают критики при внимательном просмотре».

### Характеристика фильма
Давая характеристику фильму, А. Х. Уэйлер отмечает, что «фильм является безукоризненной демонстрацией талантов Кроуфорд, но не содержит ничего поразительного или внезапного». По его словам, «картине требуется немалых усилий, чтобы прийти в движение, но когда, наконец, это происходит, нагнетание событий идёт весьма ощутимо и порой очень увлекательно. Избыток праздной болтовни тормозит развитие в начале, когда персонажи постепенно приобретают определённость. Однако затем события обретают насыщенность и плотность, когда наш мужчина оказывается сатанинским джентльменом, который, пришпориваемый коварной подружкой, собирается убить свою супругу-драматургессу ради её богатства. Мисс Кроуфорд совершенно случайно обнаруживает, что её брак и её муж далеки от совершенства благодаря разговору, записанному на диктофон в её кабинете. И именно её усилия избежать внезапной смерти составляют плоть этой картины». Люсия Боззола на сайте AllMovie пишет: «Представляя Джоан Кроуфорд в лучшем виде в роли гранд-дамы, которая из жертвы превращается в мстительницу, „Внезапный страх“ стравливает драматургессу-наследницу Кроуфорд с охотником за богатством, ставшим её мужем, и его не менее алчной подружкой… Режиссёр Дэвид Миллер по ходу действия наращивает саспенс, показывая, как героиня Кроуфорд детально продумывает в уме свой смертельный план, а затем предпринимает попытку воплотить его в реальности, пока совесть не останавливает её».

### Характеристика стиля картины
Критики высоко оценили визуальные решения режиссёра Дэвида Миллера и оператора Чарльза Лэнга. А. Х. Уэйлер, в частности, отметил, что «Миллер в полной мере использовал окутанные мглой улицы и панорамные виды города… А в кульминационных сценах в затемнённой квартире и в погоне по крутым тёмным переулкам и дворам он смог создать убедительную атмосферу обречённости». Боззола также обратила внимание на то, как «фешенебельный дом главной героини в Сан-Франциско погружён в нуаровые тени оператора Чарльза Лэнга, а Шварц заключил, что „в высшей степени блестящая чёрно-белая операторская работа Чарльза Лэнга стала замечательным венцом этого фильма“.

### Характеристика актёрской работы
Наибольшее внимание при характеристике фильма рецензенты уделили игре Джоан Кроуфорд. А. Х. Уэйлер очень высоко оценил её игру, написав: «Мисс Кроуфорд, играя богатую, успешную драматургессу, отдающую сердце и руку не тому актёру, особенно хорошо справляется со своей работой, в которой по ходу действия ей нужно продемонстрировать практически все возможные эмоции… Будучи очень стойкой актрисой, способной вынести груз не самой увлекательной истории, Джоан Кроуфорд заслуживает особой похвалы за свою по-настоящему профессиональную игру в этом фильме». Далее он отмечает: «Зритель, которого не пленяет некоторая излишняя театральность мисс Кроуфорд, может сказать, что чересчур много внимания уделено крупным планам этой дамы в период её душевных мук и других чувственных переживаний. В целом, однако, она держится весьма убедительно, поскольку, в конце концов, она имеет дело с мужем-убийцей». Шварц считает, что «Джоан Кроуфорд получает возможность сыграть на своей истерии после того, как с её счастливого брака срывается маска обмана и фарса, и она выполняет качественную работу, пытаясь сохранять спокойствие, зная, что её муж с любовницей планирует убить её». Назвав картину «триумфальным хитом Кроуфорд», Боззола отмечает: «Майра в исполнении Кроуфорд может на мгновение упасть духом от горя и ужаса по поводу измены Лестера, но затем она планирует месть с такой мощью, которая значительно перекрывает корыстную наглость её соперницы Глории Грэм». В финале Кроуфорд вновь изливает весь свой ужас с огромной силой во время кульминационной погони по ночным улицам. Variety также считает, что «Кроуфорд добивается успеха в роли такого типа».
Характеризуя игру Джека Пэланса, А. Х. Уэйлер написал, что «в роли актёра, которого героиня сначала увольняет как неподходящего для её пьесы, и который затем женится на ней, он изображает хитрого интригана в учтивом, обходительном обличье. Он гладкий ловкач, но всё-таки он не похож на тип человека, на которого могла бы запасть столь искушённая женщина». Боззола со своей стороны пишет, что новичок Джек Пэланс в роли «отталкивающего, но импозантного коварного мужа Майры, тихо демонстрирует присутствие страха ещё до того, как Майра случайно узнаёт о его планах». А. Х. Уэйлер высоко оценил игру Глории Грэм, написав, что она «привносит великолепное изображение жёсткой и наглой сексуальной блондинки, которая подстрекает нашего злодея на отчаянные поступки». Боззола отмечает, что в то время как Кроуфорд и Пэланс были номинированы на Оскар за игру в этой картине, «жгучая Грэм в тот же год получила Оскар за роль второго плана в фильме „Злые и красивые“ (1952)».

## Признание
В 1953 году фильм был удостоен четырёх номинаций на Оскар в следующих категориях: Лучшая актриса в главной роли (Джоан Кроуфорд), лучший актёр в роли второго плана (Джек Пэланс), лучшая операторская работа в чёрно-белом кино (Чарльз Лэнг), лучший дизайн костюмов (Шила О’Брайен). В том же году Джоан Кроуфорд была номинирована на Золотой глобус как лучшая актриса драматического кино.